# Сечань
Сечань (серб. Сечањ, Sečanj) ― город в Сербии, административный центр общины Сечань Средне-Банатского округа. Население ― 2 107 человек (по данным переписи 2011 года).

## Название
На языках соседних народов город также известен под другими именами: Торонтальсечань (венг. Torontálszécsány); Зечан или Петерсхейм (нем. Setschan, Petersheim) и Сечани (рум. Seceani).

## История
В городе располагается средневековый некрополь, который начиная с 2011 года исследуют археологи.
В конце XVIII ― начале XIX из Сечани, как и из всего Баната, сербы начали изгонять проживавших здесь в течение нескольких десятков лет турок. После этого большинство населения здесь составляли немцы, которые были выселены после Второй мировой войны, а их место заняли выходцы из Боснии и Герцеговины и других прочих уголков Югославии.
Город за всю свою историю неоднократно менял своё название: с 1717 года он был известен как Сечань, в 1719—1888 — Торонталь, с 1922 года — снова Сечань.
В 1717 году поселение насчитывало 27 домов и административно относилось к Бечкерекскому району Темешварского Баната. В 1727 году здесь осталось только 23 дома. Однако уже в 1773 году город насчитывал 113 домов: предполагается, что в 1750-х годах сюда переселились жители прибрежных районов. В 1779 году город был отнесён к Торонтальскому комитату.
В 1895 году сербы из села Сечье переселились в преимущественно немецкий Банат и основали здесь поселение Самош. На их место пришли немцы из Торонтальского комитата. В 1811 году Сечань насчитывала 905 душ, а 1823 году ― уже 1306. В 1824 году в селе появился собственный священник.
В 1826 году был утвержден план постройки церкви в селе, которая была завершена в 1830 году. В том же году было открыто кладбище, тремя годами спустя ― новая школа.
В 1830-е годы в селе произошло две эпидемии холеры, в результате которых скончались несколько десятков человек. Отмечался высокий уровень преступности, особенно большое количество случаев грабежей и убийств. Революция 1848 года Сечань практически никак не затронула.
В 1870 году в окрестностях Сечани произошло большое наводнение, из-за которого около 300 человек переселились в село Элизенхайм на Военной Крайне.
В 1876 году в Сечани было открыто первое почтовое отделение.
В 1889 году здесь был построен большой деревянный мост через реку Тамиш, который стал важным связующим звеном между верхней и нижней частью комитата Торонтал. В 1889 в селе было открыто отделение Торонтальского банка.
4 мая 1889 года была открыта железная дорога Бечкерек ― Нинцицево; 7 июля 1981 года ― Сечань ― Вршац; 25 ноября 1898 года ― Сечань ― Алибунар.
В 1905 году в здешних краях снова произошёл большой потоп. В 1908 году из села отбыли первые эмигранты в Америку, поселившиеся в Дакоте.
| Год переписи населения | Количество жителей |
| ---------------------- | ------------------ |
| 1837                   | 1,489              |
| 1869                   | 2,122              |
| 1880                   | 2,246              |
| 1890                   | 2,517              |
| 1900                   | 2,596              |
| 1910                   | 2,174              |
| 1921                   | 2,343              |

С 1919 года Сечань относилась к Торонтальско-тамишкой жупании. По данным переписи 1921 года, здесь проживало 2343 человек: 66 сербов; 8 словаков; 4 прочих славян; 24 румына; 2090 немцев; 104 венгра; 47 представителей прочих национальностей.
В 1928 году местный банк стал филиалом банка Панчево.

## Культура
Конкурс чтецов Воеводины — Песниче народа мог, проводится здесь ежегодно начиная с апреля 1968 года. В нём принимает участие около 190 человек. Среди них — представители всех народов, населяющих Воеводину, каждый из которых волен выступать с произведением на своём родном языке. На фестивале также проводятся выставки искусства, литературные вечера, встречи с писателями.

## Города-побратимы
| Страна | Город-побратим | Год установления связи |
| ------ | -------------- | ---------------------- |
| Россия | Азов           | 2018                   |